# Ютженка (футбольный клуб, Краков)
«Ютженка» (пол. Jutrzenka Kraków) — ныне не существующий польский, еврейский спортивный клуб из города Краков.
Команда основана в 1910 году. Расформирована после оккупации Кракова гитлеровской Германией.
Активисты и спортсмены клуба были политически связаны с партией Бунд. Ютженка была главным соперником сионистского еврейского краковского клуба «Маккаби». Футбольное дерби этих двух команд получило название «священная война» задолго до того, как этот термин стал применяться к матчам «Вислы» против «Краковии».
Футбольная секция «Ютженки» сыграла один сезон в Лиге — в 1927 году, когда она заняла последнее, 14 место.
В 1925 году «Ютженка» завоевала титул первого польского чемпиона по водному поло, обыграв в финале «Краковию» 8:1. Этот успех был повторен в 1926 (снова против «Краковии») и 1927 (против АЗС Варшава). В 1928 году ватерпольная секция «Ютженки» была расформирована, а игроки перешли в «Маккаби», где ещё пять сезонов подряд становились чемпионами Польши.

## Достижения
- Участник 1-го чемпионата Польши по футболу 1927 года — 14 (последнее) место
- Чемпион Польши по водному поло — 1925, 1926, 1927

## Известные игроки
- Юзеф Клоц — автор первого в истории гола сборной Польши по футболу
- Леон Сперлинг
- Людвик Гинтель
- Зигмунт Крумгольц
- Зигмунт Альфус